# Mesa Verde Nemzeti Park

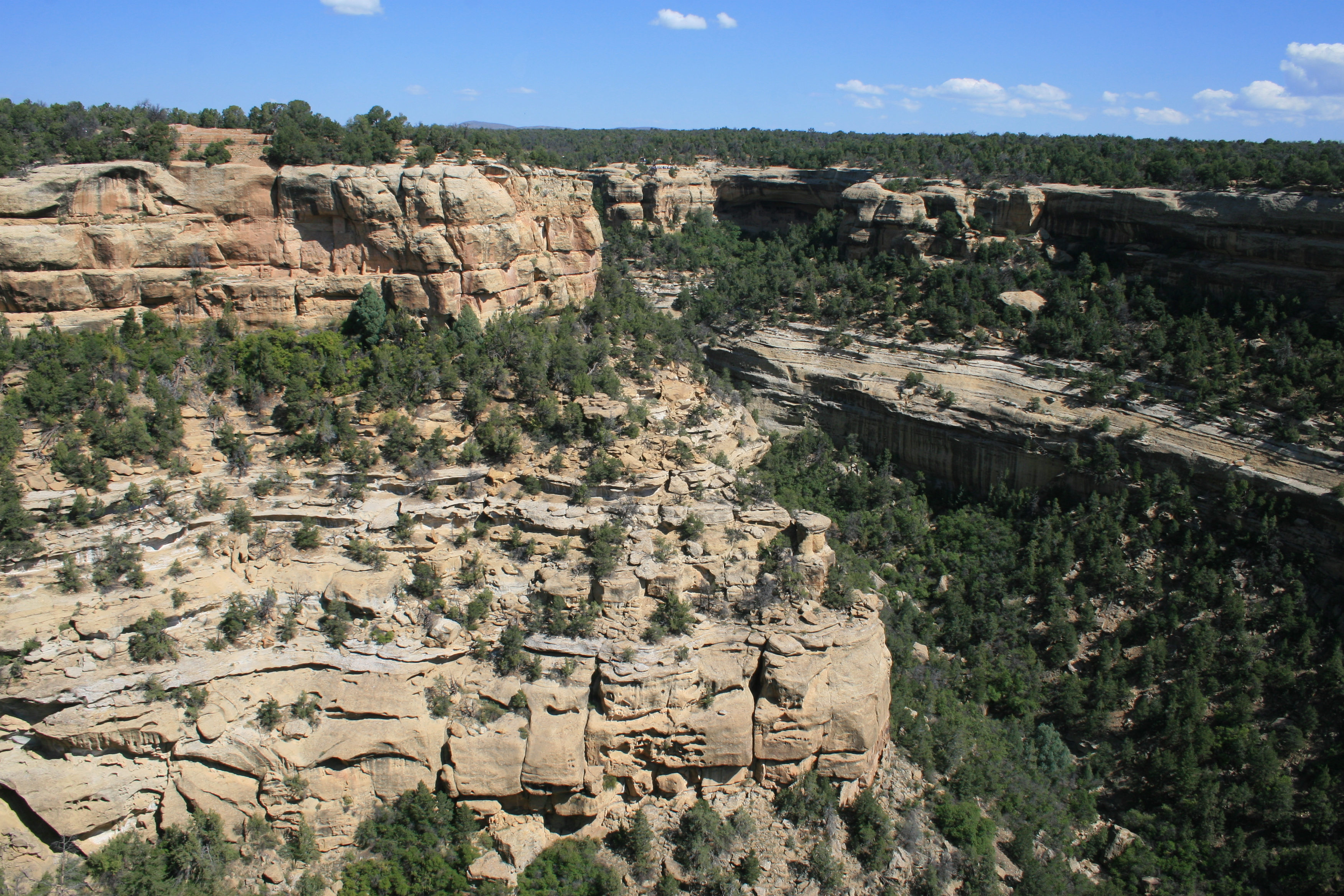
A kanyonokkal szabdalt Mesa Verde látképe

A Mesa Verde Nemzeti Park az Egyesült Államok délnyugati részén, Colorado államban (Montezuma megye), Utah, Colorado, Arizona és Új-Mexikó államok határánál (Four Corners, „Négy sarok”) elterülő 211 négyzetkilométeres nemzeti park. A területet síkságok, kopár fennsíkok és sziklás dombok, valamint mély kanyonok alkotják. Ezen a vidéken három indián kultúra fejlődött: délen a mogollónoké, avagy a „hegyi népeké” (kr. u. 150-1500); a hohokamoké, avagy az „eltűnteké” (Kr. u. 300-1250); és az anasaziké, azaz az „ősöké”, vagy „régieké” (kr.e. 185-kr.u 1300). Az anasazi indiánok fénykorukban négy mai állam területét foglalták el, egészen Nevada déli részéig. A kanyonok meredek falaiba épített sziklafalvaik ma is állnak. A leglátványosabb és legismertebb település a 2600 méteres magasságban álló Sziklapalota (Cliff Palace). Ezt a  kulturális értékét tekintve különlegesen gazdag – 4000 régészeti lelőhelyet, valamint rengeteg kő- és barlangrajzot rejtő – vidéket, 1906-ban Theodore Roosevelt elnök nemzeti parkká nyilváníttatta, és 1978 óta része az UNESCO világörökségi helyszíneinek.

## Fekvése és földrajza
A Mesa Verde Nemzeti Park Coloradótól 30 kilométerre délre, a 160. számú út mentén Cortez és Durango között terül el.
A vidék vad, sziklás, 2600 méter magasan elterülő, boróka és fenyőerdővel benőtt fennsíkját a Rio Grande, a Green River, a Colorado és más folyók által évezredek során kivájt, mély kanyonok szabdalják. A meredek sziklafalak magassága 200 és 600 méter közötti.

## Felfedezése

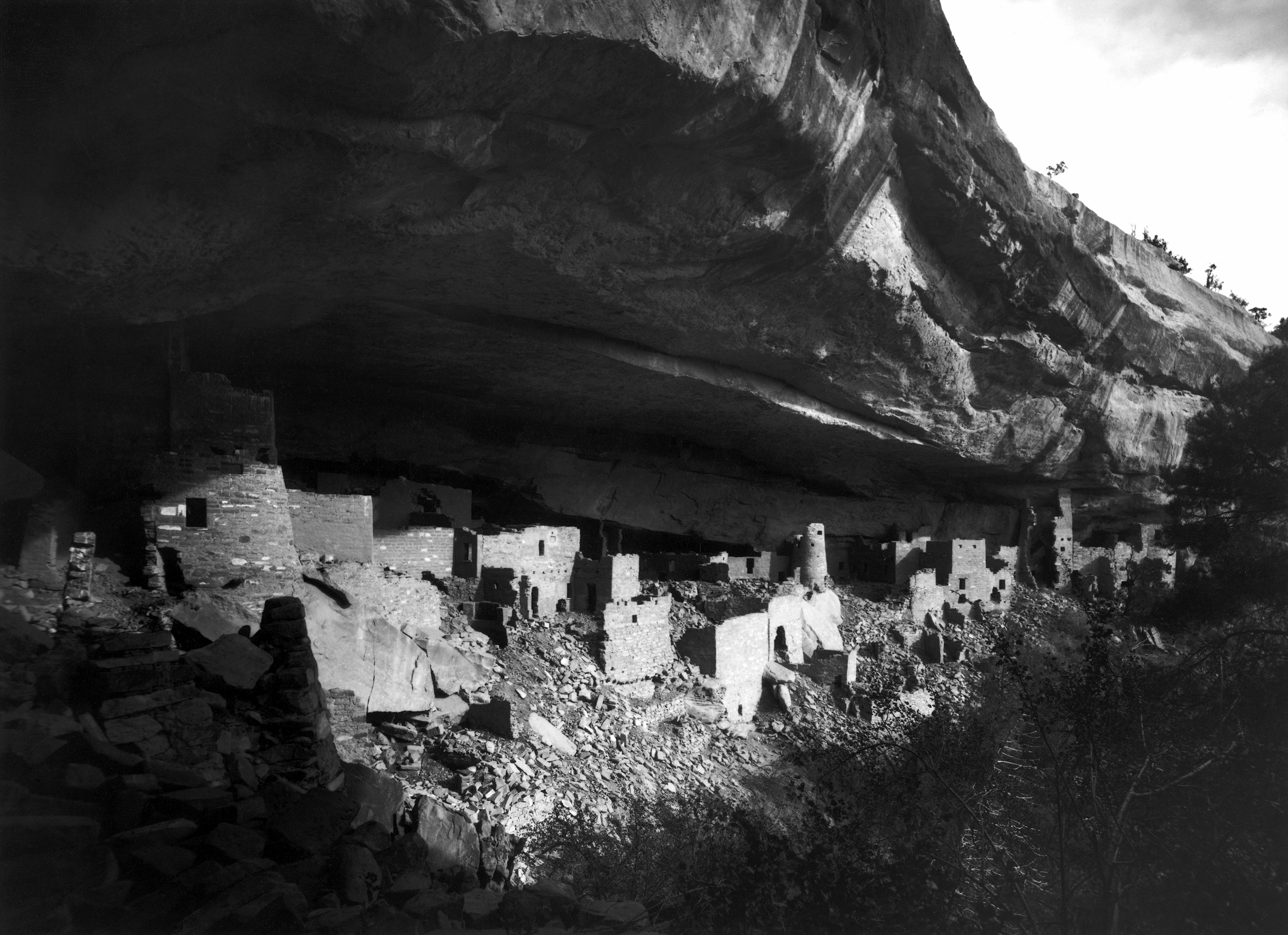
A Cliff Palace – Sziklapalota, kép: Gustaf Nordenskiöld, 1891.

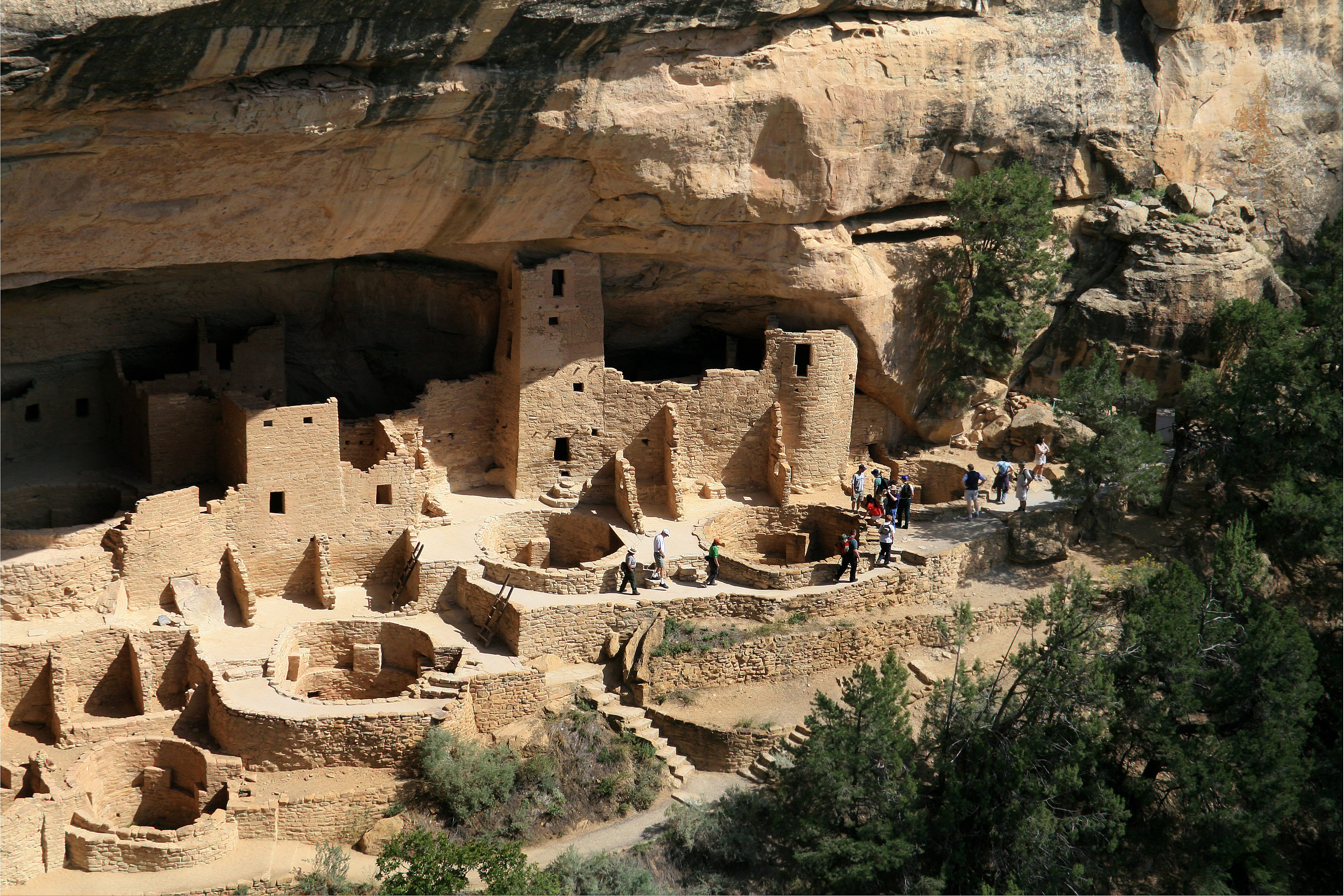
A Sziklapalota ma (2006.)

A spanyol hódítók a 16. században értek el a mai Egyesült Államok délnyugati vidékére és a Mesa Verde (spanyolul: „zöld asztal”) fennsíkra. Az itt talált falvak alapján az őslakókat pueblo (falu) indiánoknak nevezték el.
Az ősi pueblók jelentős tárgyi és építészeti hagyatékában nem maradtak írásos nyomok; nem tudjuk, hogyan nevezték ők magukat. Korunk navaho indiánjai anasaziknak („ősöknek”) nevezik őket.
Az anasazik jellegzetes, a kanyonok falának peremeire, barlangok és üregek köré épített, „lebegő” sziklaházait 1888 decemberében két cowboy, Richard Wetherill és Charles Mason fedezte fel.
A leleteket elsőként Gustaf Nordenskiöld (a finn-svéd sarkkutató Adolf Erik Nordenskiöld fia) kutatta. Feltérképezte, lefotózta és szisztematikusan dokumentálta az omlásnak indult falvakat és lakótornyokat. Az itt talált tárgyak egy részét hazájába szállíttatta, és ma a Finn Nemzeti Múzeumban láthatóak. Ezért a tettéért rongálás vádjával letartóztatták. Szabadulása után 1893-ban visszatért Svédországba, és kutatásainak eredményeit a The Cliff Dwellers of the Mesa Verde című könyvében jelentette meg; ebből ismerte meg a nagyközönség a különleges indián falvakat. Nordenskiöld munkásságát a régészek máig vitatják — a többség szerint jelentősen hozzájárult a terület nemzeti parkká nyilvánításához, a legősibb indián kulturális leletek megőrzéséhez.

## Az anasazik falvai

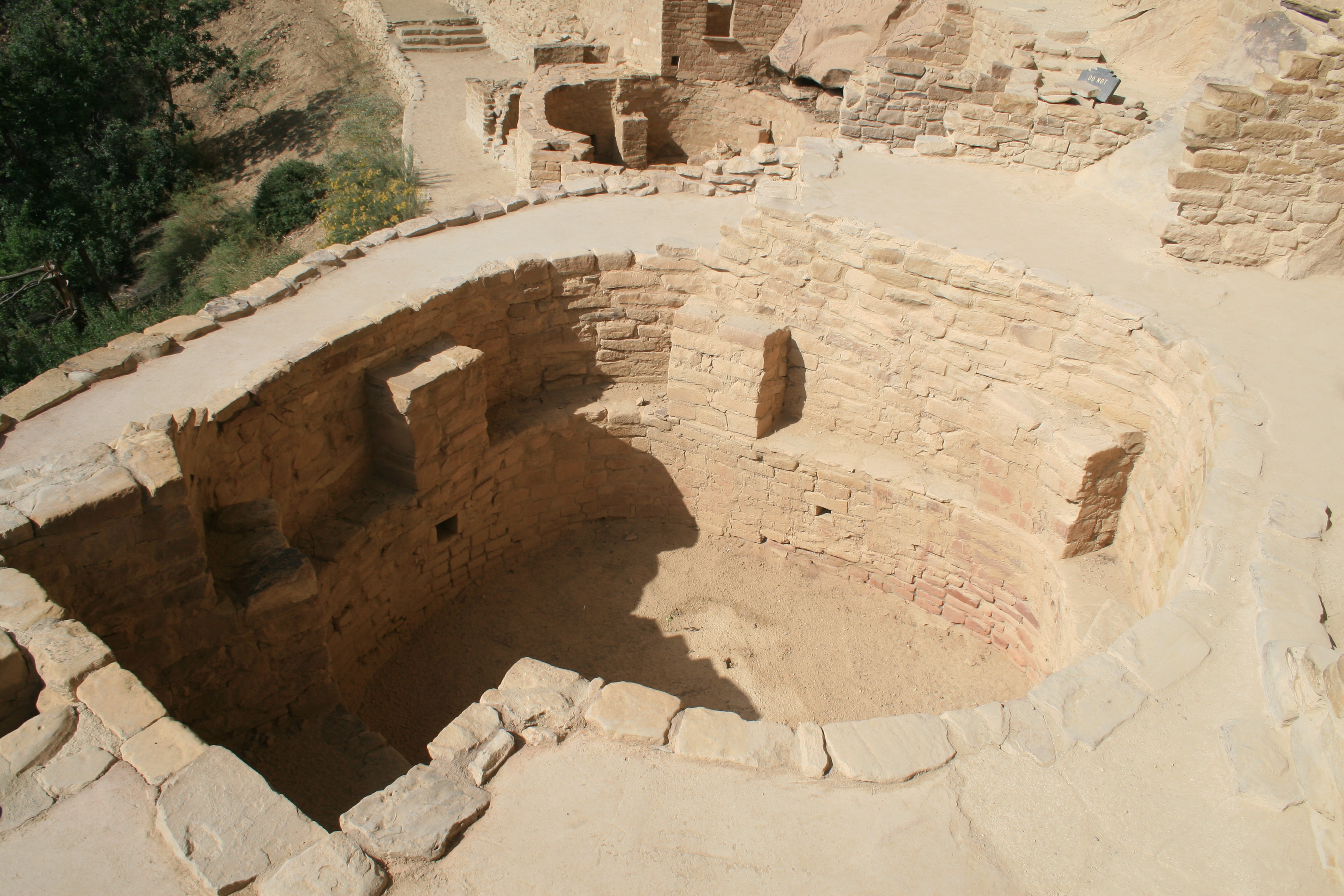
Kiva a Sziklapalotában

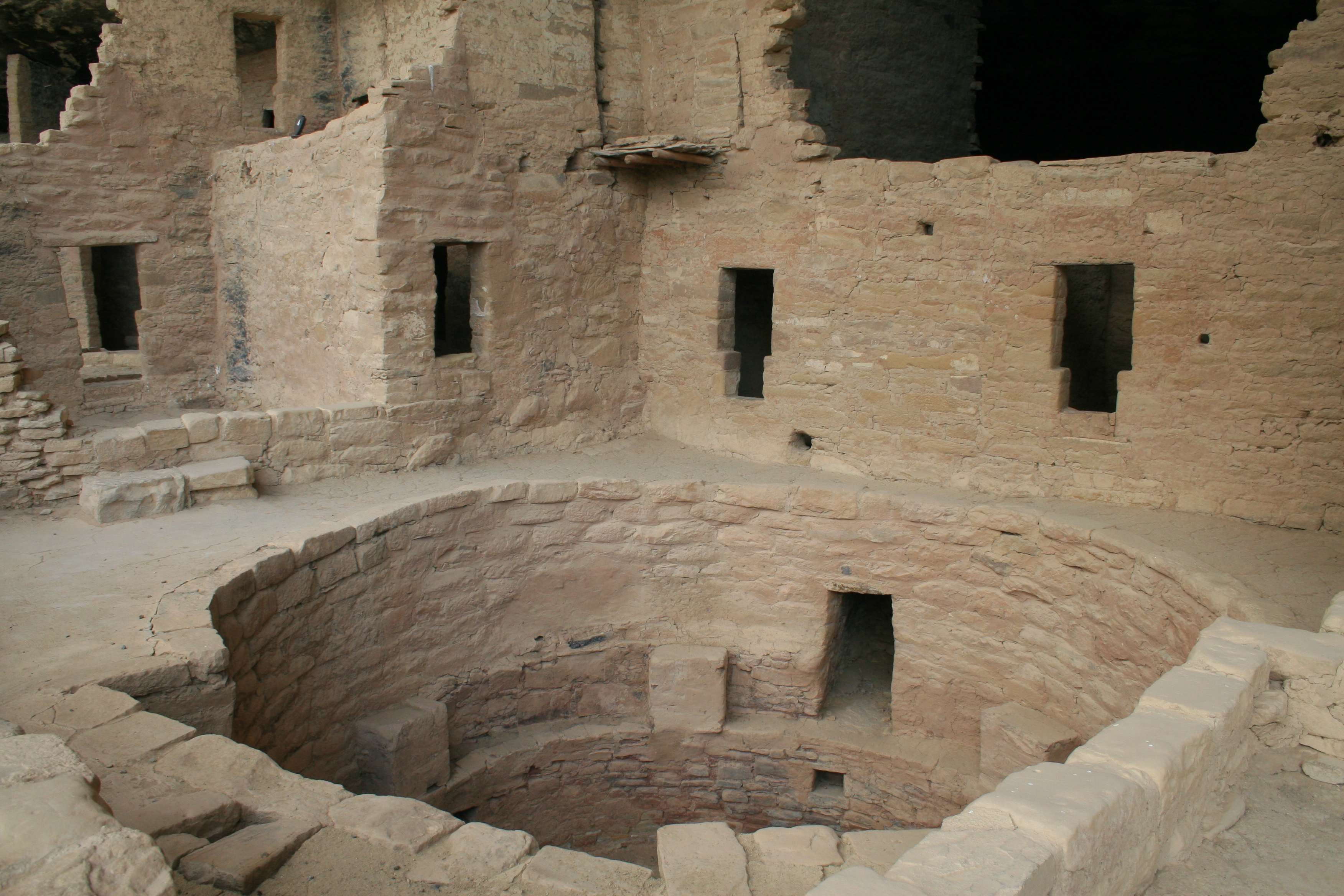
Kiva a Lucfenyő házban

Az anasazi indiánok nagyjából 1600 éve jelentek meg a Mesa Verde környékén. Eredetileg a fennsíkon éltek vadászatból és gyűjtögetésből. Fokozatosan megtanulták a földművelés és állattenyésztés, a kézművesség (fonás, agyagedény-készítés) és a kereskedelem fogásait. Teraszosan művelt, víztárolókból és ciszternákból öntözött földjeiken kukoricát, dinnyét, babot, tököt és paprikát termesztettek. Első lakóhelyeik földbe vájt gödörházak (pit houses) voltak. Kb. 500-ig jukkarostokból fonták kosaraikat — ez az ún. kosárfonó periódus.
Később a talaj szintjén kezdtek kőből és sárból házakat építeni. Ekkor szép, fekete-fehér kerámiákat készítettek — ez a (750 körül kezdődött) fazekas periódus. Fehér alapszínű edényeiket geometrikus fekete mintákkal díszítették. A régi vermeket (kiva) meghagyták a férfiak gyülekező és szertartási helyeinek. A padló egyik sarkában egy sipapunak („lélekalagútnak”) nevezett mélyedés volt. Ez jelképezte az Anyaistennő méhét, amelyből az emberiség világra jött, és amely a közösség számára nélkülözhetetlen energiát árasztotta.
950 körül a falvakat áttelepítették a fennsíkok peremére, a kanyonok mellé, majd két évszázaddal később átköltöztek a sziklateraszok alatti nagy barlangokba, a szél és víz által kivájt üregekbe, ahová csak nehezen, létrákon és köteleken lehetett felmászni. Egyes helyeken a sziklák lábánál erődített falvakat hoztak létre.
Építészeti hagyatékuk alapján az anasazik fénykora 1100-1300 között volt. „A Mesa Verde Nemzeti park kanyonjaiban ma is látható impozáns építmények viszonylag rövid idő alatt, kb. 1190 és 1270 között épültek. A korábbi építményekhez képest ezek valóságos paloták sok szobával, emeletekkel, ablakokkal, tornyokkal. Építészetük csúcsa a 150 szobás Sziklapalota jelenti, amely több tucat családnak adott otthont.” A legnagyobbak a Cliff-kanyonban és a Fewkes-kanyonban épültek.
1276 és 1299 között súlyos aszály sújtotta a vidéket. Ennek hatására(?) az anasazik elhagyták falvaikat, és leköltöztek a Rio Grande termékeny völgyébe. 1770 körül, a spanyol hódítás után navaho és apacs indiánok telepedtek le a környéken; utódaik ma is itt élnek a rezervátumokban.

### Az elnéptelenedés
Az anasazi falvakból 1300 körül költöztek el lakóik, mintegy ötezren. Olyan sietve távoztak, hogy még bútoraikat és személyes tárgyaikat sem vitték magukkal. Ezt a rejtélyes eseményt többféleképpen magyarázzák. Egyesek a szárazságnak tudják be — de korábban is voltak aszályos időszakok. Mások szerint az ok a demográfiai nyomás — de ekkor csak a népesség egy része távozott volna. Megint mások más népek támadására gyanakszanak — a falvakat de évszázadokon át senki sem foglalta el. Járványnak nincs nyoma a nekropoliszokban. Új vallás kialakulásának, vagy az istenek akaratára költözésnek az mond ellent, hogy a Rio völgyében lezajlott migrációról csupán egyetlen legenda szól, és az sem ad magyarázatot. A legelfogadhatóbb oknak a 24 évig tartó aszály tűnik, mégis furcsa, hogy egy éhínség sújtotta nép javait hátrahagyva költözzön új helyre.

## A főbb lelőhelyek

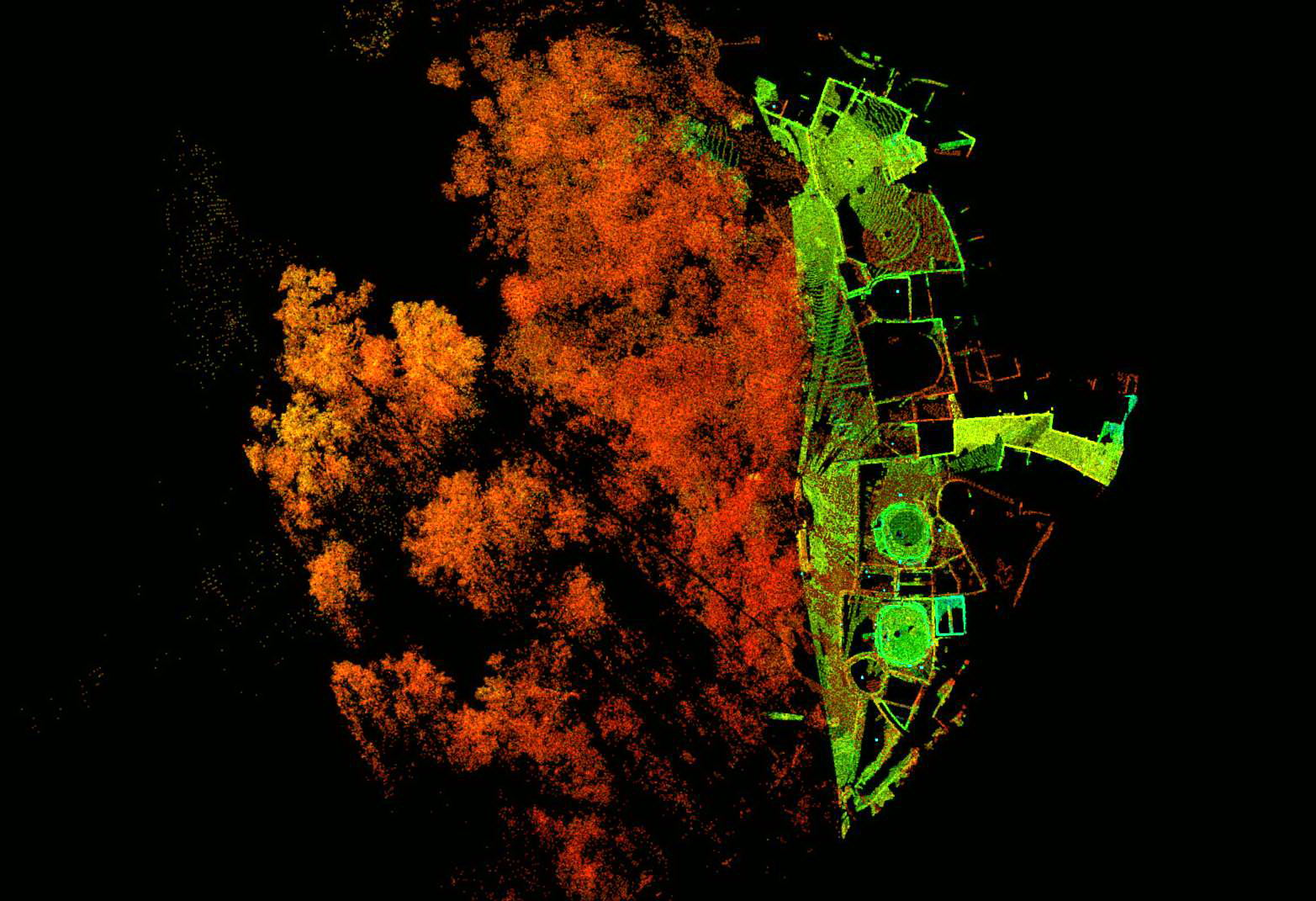
A Lucfenyő ház felülnézeti 3D metszetképe

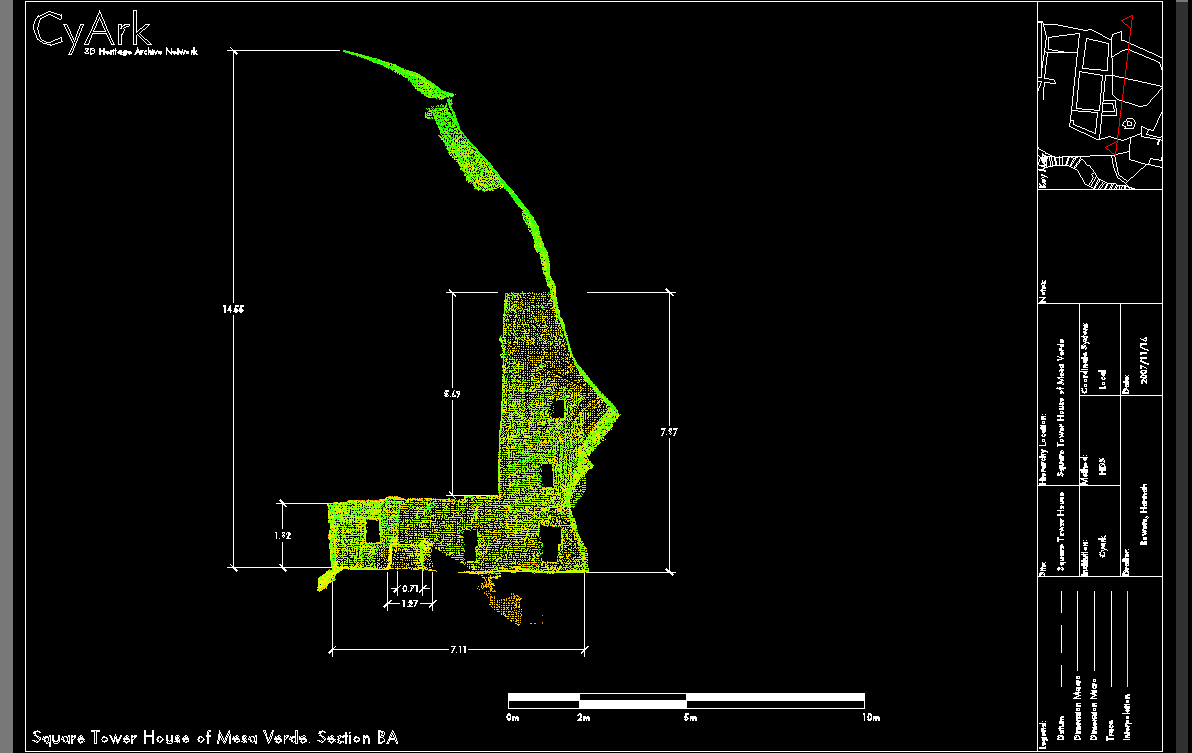
A Négyzetes-tornyú ház fölülnézeti metszete

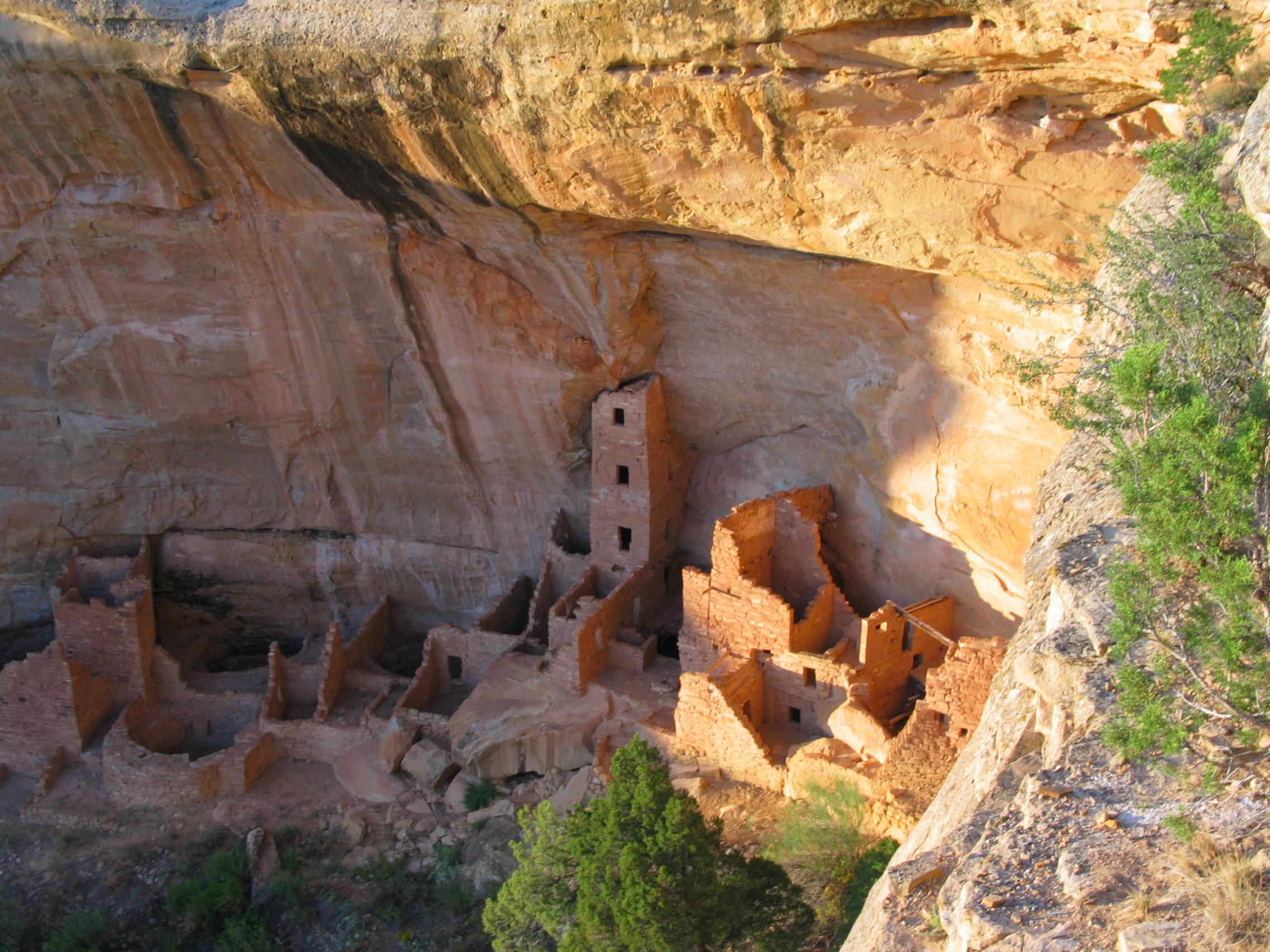
A Négyzetes-tornyú ház látképe a fennsíkról

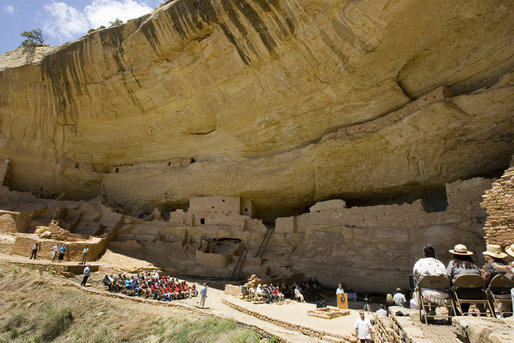
A Hosszú ház

Az egész Mesa Verde régióban elterjedt „sziklaházakkal” (cliff dwellings) új stílus jelenik meg az anasazik építészetében. A kanyonok adta természetes barlangokat, üregeket és sziklaperemeket kihasználva, a gyengén cementált homokkőbe faragták, illetve vályogtéglából építették fatetős házaikat egy közös udvar köré. Az udvart részben kivák foglalták el. Ezek a falvak tulajdonképpen egyetlen nagy épületnek tekinthetők, mert szorosan egymás mellé, illetve két-három szinten egymás fölé falazott szobácskákból álltak. Elrendezésük egyszerű, különlegessé az egyedi környezet teszi őket.

### Sziklapalota
A 2600 méteres magasan, a Soda-kanyonnak a Chapin Mesa fok alatt futó teraszán épült Mesa Verde leglátványosabb építménye, a Sziklapalota (Cliff Palace). A palota 150 lakószobából, 23 kivából és 70 raktárhelyiségből áll. Körülbelül négyszázan élhettek itt. A lakóterület elülső oldalán nyíló teraszon zajlott a mindennapi élet: kerámiakészítés, szövés, kézimunka, magvak őrlése.

### Hosszú ház
A Wetherill Mesa-i Hosszú ház (Long House) 50 szobából és 21 kivából áll; ezek egy sziklába vájt, 90 méteres ösvény mentén helyezkednek el.

### Lucfenyő ház és Erkélyes ház
A Sziklapalotától nem messze, a Chapin Mesa mentén haladva még két településrom található. Az egyik, a három emeletes Lucfenyő ház (Spruce Tree House), ami egy 66 méter magas, 27 méter széles, több mint száz helyiséget magába foglaló falu. Nevét onnan kapta, hogy újkori felfedezői a környéken álló duglászfenyőket (Pseudotsuga sp.) tévesen, lucfenyőnek (Picea sp.) azonosították.
Az Erkélyes ház (Balkony House) kétszintes, vakolt falú épületei egy tágas, kövezett udvart vesznek körül. Az udvar nyitott oldalát mellvéd választja el a 200 méter mély szakadéktól. A belső helyiségek mérete 6–8 négyzetméter, alaprajzuk kihasználható hely szerint téglalap, háromszög, vagy kör.

### Négyzetes tornyú ház
Mesa Verde legmagasabb épülete a Négyzetes tornyú ház (Square Tower House).

### További építmények
Lépcsős ház (Step House), Naptemplom (Sun Temple). A Mug House nevű faluban a Serleg-ház az ott talált serolegekről kapta nevét.

## Örökségvédelem
A területet 1906-ban nyilvánították nemzeti parkká. 1978 óta a világörökség része.